# New Born
New Born je po Plug In Baby již druhý singl britské rockové kapely Muse z alba Origin of Symmetry, vydaný v roce 2001.
Matt Bellamy řekl o New Born: "Je to o strachu z technologické evoluce, jak ničí všechnu lidskost. Nemáme to pod kontrolou, protože se pohybuje mnohem rychleji než my a z toho mám strach. Píseň je z budoucnosti, kde nikdo nepotřebuje tělo a vše je zapojeno do sítě. Počáteční 'link it to the world' je o připojení sebe samého a narození do jiné reality, té samé jako ve filmu Matrix, ale neměli jsme v úmyslu kopírovat představu o tom jak to funguje a jak se vyvinul." Píseň byla remixována Paulem Oakenfoldem pro film Swordfish: Operace Hacker.
Chris Wolstenholme řekl: "Myslím že New Born je naše nejoblíbenější písnička z Origin of Symmetry. Je skvělá naživo. Je to jeden z těch songů ve kterém se odráží experimentální stránka kapely. Není to jen konvenční pop song. Myslím že důvod pro výběr této písně je, že děláme radši přímé tvrdé songy než nějaké měkké."
Zazněl ve francouzském hororu Noc s nabroušenou břitvou. B-sidy "Shrinking Universe" a "Map of Your Head" naleznete na Hullabaloo Soundtrack.

## Videoklip
Videoklip se natáčel v Praze. David Slade (režisér): "Rozpočet byl velmi omezený a tak jsme se nakonec rozhodli pro natáčení v Praze.
Postavili jsme venku a v jednom skladu kulisy. I přes skvělou organizaci se pokazilo co mohlo. O týden později jsme dotáčeli zpět v Londýně. Čas nás tlačil. Natáčeli jsme ve třech různých domech. Šlo o jeden z nejtěžších projektů za celou mou kariéru.
Nakonec vznikly dvě verze, jedna pro album a druhá pozměněná pro rádio, o minutu a půl kratší."
Wolstenholme: "Je to asi první decentní video které jsme natočili. Bylo to v Praze. Jedna velká kulisa byla otočená, takže stěna byla na zemi."

## Track list

### CD 1
1. "New Born" - 6:05
2. "Shrinking Universe" - 3:30
3. "Piano Thing" - 2:55

### CD 2
1. "New Born" - 6:05
2. "Map of Your Head" - 4:01
3. "Plug In Baby" (Live) - 3:51

### 7" Vinyl
1. "New Born" - 6:05
2. "Shrinking Universe" - 3:30

### New Born Remix 12"
1. "New Born" (Oakenfold Perfecto Remix) - 6:59
2. "Sunburn" (Timo Maas Sunstroke Remix) - 6:46
3. "Sunburn" (Timo Maas Breakz Again Remix) - 4:06

### Promo
1. "New Born" (Radio Edit) - 4:38
2. "New Born" (Full Length Version) - 6:03

### EP
New Born byl nahrán jako EP 5. června 2001 v Řecku a na Kypru Columbia Records.
1. "New Born"
2. "Shrinking Universe"
3. "Piano Thing"
4. "Map of Your Head"

"Plug In Baby" (Live)
"New Born" (Oakenfold Perfecto Remix)